# عسل (فیلم ۲۰۱۰)
عسل (به ترکی استانبولی: Bal) نام فیلمی محصول ۲۰۱۰ از کشور ترکیه به کارگردانی سمیح کاپلان‌اوغلو است. شخصیت اول این فیلم یک پسر شش ساله است.
عسل پس از تخم‌مرغ و شیر، سومین قسمت از سه گانهٔ یوسف کاپلان‌اوغلو است. این فیلم در شصتمین دورهٔ جشنوارهٔ فیلم برلین، موفق به کسب جایزهٔ خرس طلایی بهترین فیلم سال ۲۰۱۰ شد.

## داستان فیلم
یوسف (با بازی بورا آلتاس) پسر شش ساله‌ای است که با یعقوب و زهرا، پدر مادرش، در منطقه‌ای روستایی در کوهستان‌های ترکیه زندگی می‌کنند. یعقوب زنبوردار است و یوسف با معصومیت کودکانه‌اش در اوقات بیکاریش با علاقه کار پدر را تماشا می‌کند. یوسف خوابی را می‌بیند که تلخ است ولی هنگامی که می‌خواهد خواب را برای پدرش تعریف کند، او یوسف را از نقل این خواب برای دیگران منع می کند. تا اینکه کندوهای یعقوب عسل کافی نمی‌دهد و او مجبور می‌شود که یوسف و زهرا را رها کند و به اعماق جنگل برای دستیابی به عسل مرغوب و کافی می‌رود. اینجاست که بی‌قراری یوسف و زهرا برای بازگشت یعقوب آغاز می‌شود. یوسف از غم ندیدن پدر به سکوتی تلخ می‌رسد و دیگر حرفی نمی‌زند. همه چیز ناامیدکننده پیش می‌رود و اینبار یوسف شش ساله برای بی‌قراری‌هایش گزینهٔ رفتن به اعماق جنگل را می‌یابد...

## توضیحات فیلم
شاید این فیلم را بتوان در تضاد کامل با فیلم بازگشت ساخته ی آندرای ژیویاگینتسوف محصول ۲۰۰۳ دانست. در بازگشت بچه‌ها از پدر بیزارند و چه حرکاتی که نمی‌کنند تا از دستش خلاص شوند. اما در عسل یوسف خردسال تمام احساس‌های خوبش را انگار مدیون پدرش است که وقتی دیگر او را نمی‌بیند قدرت تکلمش را هم از دست می‌دهد. پسری که عاشق طبیعت است و بزرگترین تضاد در زندگی او با ناپدید شدن پدرش رخ داده است. چگونه طبیعتی که با او این‌قدر عجین شده است، پدرش را از او گرفته است؟ این تفکر برای یک پسربچهٔ شش ساله بسیار سنگین است و او را در جهت واکاوی این مسئله به درون طبیعت می‌کشاند.
فیلم، آرامش خاصی به بیننده می‌دهد. طبیعت بکر کوهستان، نجوای خیره کنندهٔ پرندگان و حیوانات مرغزار به‌جای موسیقی ساختهٔ دست انسان، نوع دیگری از تمایل کاپلان‌اوغلو به زندگی سادهٔ غیرشهری است که تنشی ندارد. او غیرمستقیم می‌گوید انگیزه‌های مادی باعث کشانده شدن یعقوب و در معنای کلی (انسان)، به ورطهٔ نابودی است (تهیهٔ عسل برای مایحتاج خانه). این مفهوم سخت برای یوسف خردسال تمام صدوسه دقیقهٔ فیلم را دربرمی‌گیرد.

## خرس طلا
سمیح کاپلان‌اوغلو، کارگردان فیلم، خاطره‌ای را هنگام دریافت جایزهٔ خرس طلای برلین در مورد فیلم بیان کرد. او گفت: «هنگام فیلمبرداری خرس سیاهی را از دور دیدم و حالا این خرس در دستان من جای گرفته است».

## جایزه‌ها
| جشنواره                        | جایزه |
| ------------------------------ | --- |
| جشنوارهٔ فیلم برلین در سال ۲۰۱۰ | برندهٔ خرس طلایی بهترین فیلم                                                                                  |
| جشنوارهٔ فیلم اروپا در سال ۲۰۱۰ | نامزد جایزهٔ بهترین فیلم و کارگردانی برای سمیح کاپلان‌اوغلو و نامزد جایزهٔ بهترین فیلمبرداری برای باریس اوزبیسر |